# Cialde (singolo)
Cialde è un singolo del gruppo musicale italiano Zero Assoluto, pubblicato il 16 ottobre 2020.

## Video musicale
Il videoclip, diretto da Olmo Parenti, è stato pubblicato il 22 ottobre 2020 attraverso il canale YouTube del duo e vede la partecipazione di Elisa Maino e Diego Lazzari.

## Tracce
Testi di Thomas De Gasperi, Matteo Maffucci, Lorenzo Urciullo.
1. Cialde – 3:05